# نظریه سیر تاریخی
نظریه سیر تاریخی (به انگلیسی: Theory of historical trajectory) برگرفته از نظریه ماتریالیسم تاریخی کارل مارکس است. این نظریه توسط اریک الین رایت (۹ فوریه ۱۹۴۷–۲۳ ژانویه ۲۰۱۹) مارکسیست تحلیلی، جامعه‌شناس آمریکایی و متخصص قشربندی اجتماعی، تحلیل و ارائه شده‌است.
به باور رایت، در حالی که نظریه مارکس در مورد تغییر اجتماعی اغلب منسوخ تلقی می‌شود، با این وجود این بهترین تلاش برای ساخت یک نظریه علمی جهت جایگزینی نظام سرمایه‌داری است.  مارکس تلاش کرد تا نظریه جبرگرایی عدم امکان نظام سرمایه‌داری در درازمدت را توسعه دهد. به باور مارکس، همان مسایلی که باید سرمایه‌داری را درهم بشکند، باید ابزاری را برای ظهور جامعه جدید، دموکراتیک تر و برابرتر فراهم سازند.

## نظریه
رایت پنج بحث اصلی را در اندیشه مارکس مشخص می‌کند.
- اولین مورد این است که سرمایه‌داری یک نظام اقتصادی ناپایدار در دراز مدت است.[۵]

در اینجا، مارکس ادعا می‌کند جایگزینی نظام اقتصادی دیگر با سرمایه‌داری امری اجتناب ناپذیر است زیرا در طول زمان شرایطی را ایجاد می‌کند که دیگران نمی‌تواند در آن کار کنند. این بخش از استدلال مارکس پیش‌بینی نمی‌کند که چه نوع نظامی جایگزین سرمایه‌داری می‌شود بلکه صرفاً بر ماهیت خودویرانگری نظام سرمایه‌داری تأکید می‌کند. این پیش‌بینی مبتنی بر چهار روندی است که مارکس مشاهده کرد:
- بهره‌وری به‌طور پیوسته افزایش می‌یابد.
- نفوذ سرمایه‌داری هم به معنای جغرافیایی و هم از نظر اجتماعی افزایش می‌یابد (کالاسازی).
- سرمایه قتصادی به‌طور فزاینده ای متمرکز می‌شود.
- بحران‌های اقتصادی دوره ای (رکودها) به‌طور فزاینده ای شدیدتر می‌شوند.[۵]

یک بحث مرتبط و نظری تر که مارکس در اینجا مطرح کرد مبتنی بر نظریه ارزش کار بود (تنها کار، ارزش تولید می‌کند). مارکس باور داشت با توجه به اهمیت فزاینده عوامل غیرکارگری (و به تعبیر نظریه کار، غیرسودآور)، سود کاهش می‌یابد و در نهایت به صفر نزدیک می‌شود. این معمولاً گرایش به کاهش نرخ سود نامیده می‌شود.
- دوم، مارکس افزایش مبارزه طبقاتی را پیش‌بینی کرد.[۶] در اینجا، مارکس استدلال نمود با گذشت زمان، طبقه کارگر از نظر تعداد افزایش خواهد یافت (پرولتاریایی شدن) و همچنین از ناکارآمدی‌های نظام سرمایه‌داری (آگاهی طبقاتی آگاه خواهد شد).[۶]
- ثالثاً، به گفته مارکس، وقتی طبقه کارگر و متحدانش به اندازه کافی سازماندهی شوند، نظام حاکم را در یک انقلاب (انقلاب جهانی) به چالش کشیده و سرنگون خواهند کرد.[۷] مارکس در اینجا فرض کرد مقاومت طبقه سرمایه‌دار تا انتها ادامه خواهد داشت و از هر گونه دگرگونی غیرخشونت آمیز و دموکراتیک جلوگیری می‌کند و بنابراین انتقال به دوران پساسرمایه‌داری مستلزم استفاده از خشونت برای غلبه بر چنین مقاومتی است.[۷] سپس، مارکس استدلال کرد نظام پساسرمایه داری به احتمال زیاد نظامی است که در آن ابزار تولید در مالکیت جمعی و تحت کنترل دموکراتیک (سوسیالیسم باشد).[۸]

این احتمال نتیجه این واقعیت بود که سرنگونی سرمایه‌داری در درجه اول باید توسط طبقه کارگر انجام می‌شد و بنابراین پس از انقلاب، طبقه کارگر قدرت را در دست می‌گیرد و چون بیشترین تأثیر را داشت پس نظم نوین جهانی را شکل می‌دهد.
- سرانجام، مارکس «تز مقصد کمونیسم» را پیشنهاد کرد: سوسیالیسم در نهایت منجر به توسعه جامعه بی‌طبقه و بدون نیاز به دولت مستقل (کمونیسم بدون دولت) خواهد شد و بر اساس این اصل می‌گوید: هر کس به اندازه توانش، به هر کس به اندازه نیازش]].[۹]

## تحسین و انتقاد
رایت نظریه‌ای را که توسط مارکس ارائه شده‌است توصیف می‌کند: درخشان، اگر در نهایت رضایت بخش نباشد.
- بحران‌های دوره ای (رکودها) تا کنون هیچ روند واضحی از تشدید فزاینده را نشان نداده‌اند.
- ساختارهای طبقاتی، به جای تولید طبقه کارگر همگن، به‌طور فزاینده ای پیچیده شده‌اند.
- طبقه کارگر به‌طور فزاینده ای سازمان یافته و قدرتمند نشد و
- سرمایه‌داری، حتی زمانی که سرنگون شود، جای خود را به جوامع سوسیالیستی دموکراتیک و قطعاً کمونیسم نمی‌دهد.[۹]